# Corsica Linea
Corsica Linea è una compagnia di navigazione corsa attiva nel trasporto di persone, veicoli e merci nel Mar Mediterraneo.
La compagnia è nata nel 2016 su iniziativa di un consorzio di imprenditori e ha acquisito la flotta della ex compagnia di bandiera francese, la SNCM, di fatto proseguendone l'attività dopo il suo fallimento. Corsica Linea serve numerose linee tra la Francia continentale, in particolare dal porto di Marsiglia, e la Corsica, l'Algeria e la Tunisia; le navi della flotta si distinguono per la colorazione rossa, bianca e nera, mentre il simbolo della compagnia è la testa di moro - un richiamo alla bandiera della Corsica -, che compare disegnata sui fumaioli, sulle murate e sui portelloni di poppa di tutte le unità.

## Storia
Il 20 novembre 2015 il tribunale di commercio di Marsiglia si pronuncia in merito al destino della SNCM, la ex compagnia di bandiera francese da tempo in difficoltà finanziarie, disponendone il passaggio di proprietà alla Maritime Corse Méditerranée (MCM) di Patrick Rocca. Per fare concorrenza al nuovo vettore, che si appresta a riprendere i redditizi collegamenti tra la Francia continentale e la Corsica, il consorzio Corsica Maritima - un'associazione di imprese che aveva a sua volta tentato di rilevare la SNCM senza successo - fonda la propria compagnia di navigazione: "Corsica Linea" vede la luce il 5 gennaio 2016. La neonata compagnia attiva subito un collegamento fra i porti di Marsiglia e Bastia operato prima con il traghetto Stena Carrier, noleggiato dall'operatore svedese Stena Line, e poi con il Corsica Linea Dui, noleggiato dalla finlandese Transfennica.
L'11 aprile 2016 Corsica Linea e MCM annunciano di aver raggiunto un accordo per la fusione: Corsica Linea acquisisce tutte le proprietà della MCM e Patrick Rocca entra a far parte del consorzio Corsica Maritima. Potendo attingere dalla flotta della ex SNCM, Corsica Linea rinuncia all'acquisto ormai perfezionato dell'unità Antares dalla finlandese Finnlines e mette subito in esercizio i traghetti in suo possesso: i primi a mostrare la nuova livrea di colore rosso, bianco e nero sono, nell'ordine, il Jean Nicoli, il Pascal Paoli e il Danielle Casanova fra il marzo e il giugno 2016. Al Méditerranée e al Paglia Orba vengono applicate livree provvisorie durante la stagione estiva, mentre il Corse è l'unica nave della SNCM a non entrare in servizio per Corsica Linea, venendo ceduta nella primavera del 2016. Il Paglia Orba e il Monte d'Oro ricevono la nuova livrea rispettivamente nel febbraio e nel settembre 2017.
Nel suo primo anno di vita la compagnia collega il porto di Marsiglia a Bastia, Ajaccio, Porto Vecchio, Isola Rossa, Algeri e Tunisi. Il 2016 di Corsica Linea si rivela un anno positivo: la compagnia stima un fatturato di 170 milioni di euro e dichiara di aver trasportato circa mezzo milione di passeggeri, il 40% in più rispetto al 2015 della SNCM. Fra il 2017 e il 2019 la compagnia raggiunge anche la Sardegna collegando Marsiglia a Porto Torres. Poiché il contratto di delega del servizio pubblico gli impedisce di immettere altre navi nelle rotte da e per la Corsica a dispetto di una costante crescita del mercato, la compagnia decide di concentrarsi sullo sviluppo dei collegamenti verso la Sardegna e il Maghreb e raggiunge un accordo con l'operatore italiano Grimaldi Lines per il noleggio del traghetto Euroferry Corfù, che entra in servizio nel giugno 2018 con il nome di Vizzavona.
Il 30 luglio 2019 la compagnia annuncia di aver commissionato al Cantiere Navale Visentini di Porto Viro la costruzione di un nuovo traghetto alimentato a gas naturale liquefatto. Il 7 dicembre 2022 la nave, battezzata A Galeotta, viene consegnata al committente, per poi iniziare il servizio il 10 gennaio 2023. Nel frattempo, nel gennaio 2020 la compagnia noleggia dalla Stena Line il traghetto Stena Superfast X, che viene ribattezzato A Nepita ed entra in servizio nel giugno seguente. Con il rinnovo del contratto di delega del servizio pubblico a fine 2022, Corsica Linea cessa il servizio sulla rotta Marsiglia-Porto Vecchio ma ottiene la rotta Marsiglia-Propriano. Nella primavera del 2023, con la ristrutturazione e la riverniciatura della motonave Méditerranée, tutta la flotta viene uniformata sotto la livrea rossa, bianca e nera.

## Flotta
| Tipo              | Traghetto         | Lunghezza (m) | Auto | Stazza T.S.L. | Passeggeri | Metri lineari | Velocità in nodi    | Anno di costruzione | Note                                                                                    | Immagine |
| ----------------- | ----------------- | ------------- | ---- | ------------- | ---------- | ------------- | ------------------- | ------------------- | --------------------------------------------------------------------------------------- | -------- |
| Fast Cruise Ferry | Jean Nicoli       | 200,65        | 600  | 29 968        | 1 500      | 2 200         | 27,6                | 1998                |                                                                                         |          |
| Fast Cruise Ferry | Danielle Casanova | 176           | 700  | 41 447        | 2 800      | 1 000         | 24                  | 2002                |                                                                                         |          |
| Ro-Pax            | Pascal Paoli      | 176           | 130  | 35 760        | 655        | 2 300         | 24 (16/17 dal 2024) | 2003                |                                                                                         |          |
| Ro-Pax            | Paglia Orba       | 165,80        | 120  | 29 718        | 544        | 2 300         | 21                  | 1994                |                                                                                         |          |
| Ro-Pax            | Monte d'Oro       | 145           | 130  | 22 070        | 528        | 1 615         | 20,7                | 1991                |                                                                                         |          |
| Cruise Ferry      | Méditerranée      | 165           | 800  | 30 985        | 2 780      | 1 250         | 24                  | 1989                |                                                                                         |          |
| Ro-Pax            | Vizzavona         | 188           | 130  | 30 114        | 800        | 2 500         | 23                  | 1999                | Noleggiata da Grimaldi Lines fino ad aprile 2028                                        |          |
| Ro-Pax            | A Nepita          | 203           | 500  | 30 551        | 1200       | 1 930         | 22                  | 2002                | Noleggiata da Stena Line a partire da giugno 2020 fino al 2028 con opzione di acquisto. |          |
| Ro-Pax            | A Galeotta        | 206,6         | 149  | 37 600        | 1000       | 2 559         | 22                  | 2022                |                                                                                         |          |

### Flotta del passato
| Nave              | Tipo   | Anno di costruzione | Anni di servizio per Corsica Linea | Tonnellaggio | Lunghezza (m) | Larghezza (m) | Passeggeri | Metri lineari | Velocità in nodi | Note                                                                                           |
| ----------------- | ------ | ------------------- | ---------------------------------- | ------------ | ------------- | ------------- | ---------- | ------------- | ---------------- | ---------------------------------------------------------------------------------------------- |
| Stena Carrier     | Ro-Ro  | 2004                | 2016                               | 21 089       | 182,60        | 25,50         | 12         | 2 715         | 22               | Attualmente presta servizio per conto della messicana Baja Ferries con il nome di Mexico Star. |
| Corsica Linea Dui | Ro-Ro  | 1999                | 2016                               | 10 488       | 153,45        | 20,60         | 12         | 1 624         | 21               | Attualmente presta servizio per conto della Grandi Navi Veloci con il nome di Caroline Russ.   |
| Antares           | Ro-Ro  | 1988                | 2016                               | 19 963       | 157,61        | 25,32         | 12         | 2 100         | 20,5             | Attualmente presta servizio per conto di Baja Ferries con il nome di Cabo Star.                |
| Piana             | Ro-Pax | 2011                | 2019-2020                          | 42 180       | 180           | 30,50         | 750        | 2 500         | 27               | A noleggio terminato ritorna alla compagnia La Méridionale.                                    |
| Pelagos           | Ro-Pax | 1997                | 2021                               | 21 856       | 186           | 25,60         | 300        | 2 460         | 21               | A noleggio terminato ritorna alla compagnia La Méridionale.                                    |
| Kalliste          | Ro-Pax | 1993                | 2023                               | 30 718       | 165           | 29            | 550        | 2 344         | 19               | A noleggio terminato ritorna alla compagnia La Méridionale.                                    |

### In costruzione
| Tipo   | Traghetto  | Lunghezza (m) | Auto | Stazza T.S.L. | Passeggeri | Velocità in nodi | Cantiere di costruzione | Anno di costruzione | Note                        |
| ------ | ---------- | ------------- | ---- | ------------- | ---------- | ---------------- | ----------------------- | ------------------- | --------------------------- |
| Ro-Pax | Capu Rossu | 202,90        | 180  | 38.202        | 1.035      | 23               | CMI Jinglin, Weihai     | 2026                | In servizio dal giugno 2026 |

## Linee
Corsica Linea opera su otto linee, impiegando cinque traghetti nei collegamenti con la Corsica e quattro in quelli con il Maghreb.

### 

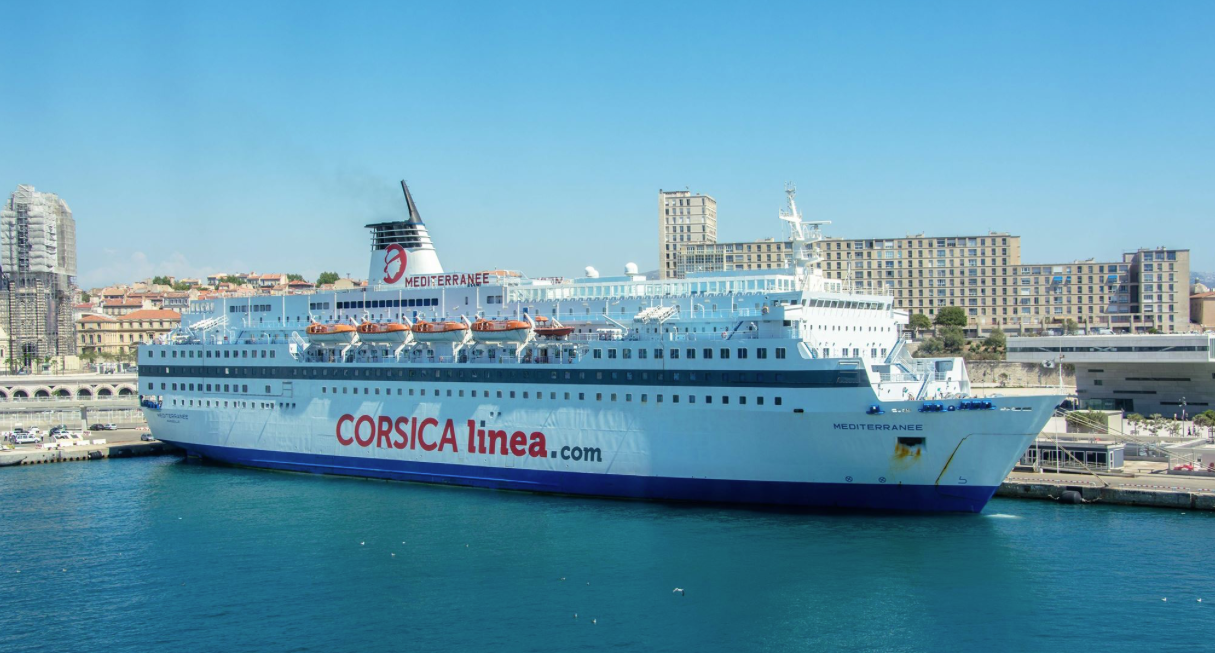
Il Méditerranée.

### Corsica
La compagnia è attiva tutto l'anno sulle rotte fra il porto di Marsiglia e la Corsica, assicurando la continuità territoriale fra l'isola e la Francia continentale. La rotta Marsiglia-Bastia è operata giornalmente con i traghetti A Galeotta, Pascal Paoli e Vizzavona, ai quali si aggiunge il Paglia Orba in alta stagione. La linea Marsiglia-Ajaccio è operata anch'essa giornalmente con i traghetti A Galeotta e Vizzavona, ai quali si aggiunge l'unità A Nepita nel periodo estivo. La rotta Marsiglia-Propriano è operata più volte a settimana con la nave A Nepita, affiancata dal Paglia Orba in alta stagione. Il servizio sulla linea Marsiglia-Isola Rossa è espletato più volte a settimana dal traghetto Monte d'Oro. Corsica Linea sviluppa la sua offerta in partenariato con la compagnia francese La Méridionale, che in alta stagione impiega i traghetti Piana e Kalliste per supportare rispettivamente i collegamenti con i porti di Ajaccio e Isola Rossa.

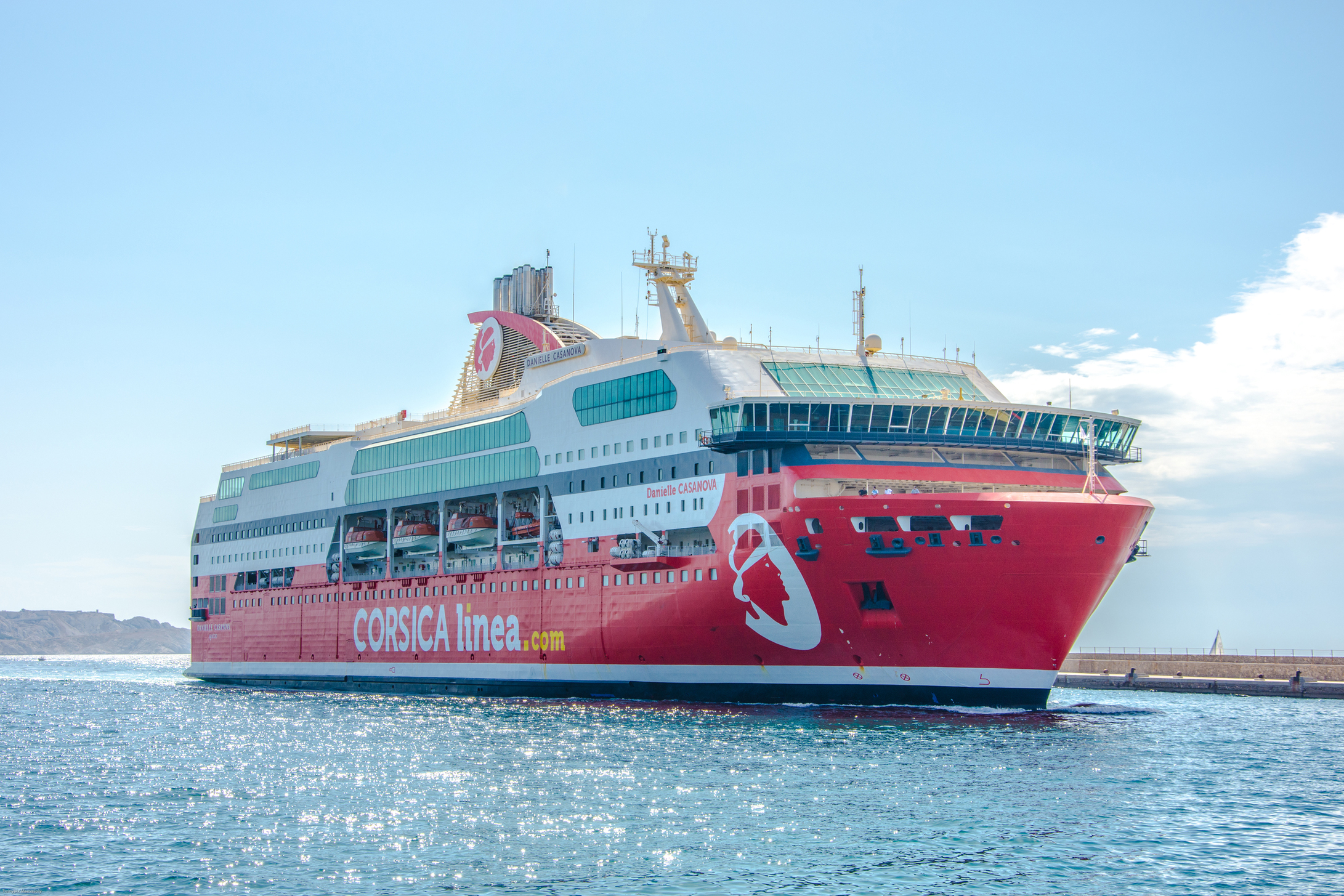
Il Danielle Casanova a Marsiglia

| Linea                   | Navi                                             |
| ----------------------- | ------------------------------------------------ |
| Marsiglia - Bastia      | A Galeotta, Pascal Paoli, Vizzavona, Paglia Orba |
| Marsiglia - Ajaccio     | A Galeotta, Vizzavona, A Nepita                  |
| Marsiglia - Isola Rossa | Monte d'Oro                                      |
| Marsiglia - Propriano   | A Nepita, Paglia Orba                            |

### Algeria
Corsica Linea dedica ai collegamenti con il Maghreb navi diverse a seconda del periodo dell'anno. Sulla rotta Marsiglia-Algeri sono attive le navi Danelle Casanova e Jean Nicoli in bassa stagione, durante la quale è prevista una singola partenza a settimana, mentre in alta stagione il servizio è espletato dal Méditerranée con tre partenze a settimana. La rotta Marsiglia-Béjaïa viene coperta in bassa stagione dal Paglia Orba, dal Danielle Casanova e dal Jean Nicoli con una singola corsa settimanale; nel periodo estivo sono invece previste fino a tre partenze a settimana, tutte con il Jean Nicoli. La linea Marsiglia-Skikda è operata con una singola corsa settimanale dal Paglia Orba in bassa stagione e dal Jean Nicoli nel periodo estivo, coadiuvati dal Kalliste della compagnia La Méridionale.
| Linea              | Navi                                                                                |
| ------------------ | ----------------------------------------------------------------------------------- |
| Marsiglia - Algeri | Danielle Casanova, Jean Nicoli (in bassa stagione); Méditerranée (in alta stagione) |
| Marsiglia - Béjaïa | Danielle Casanova, Paglia Orba (in bassa stagione); Jean Nicoli (in alta stagione)  |
| Marsiglia - Skikda | Paglia Orba (in bassa stagione); Jean Nicoli (in alta stagione)                     |

### Tunisia
Corsica Linea espleta servizio sulla rotta Marsiglia-Tunisi operando con il traghetto Danielle Casanova, che in bassa stagione si alterna con il Jean Nicoli. Sono previste fino a tre partenze a settimana. 
| Linea              | Navi                           |
| ------------------ | ------------------------------ |
| Marsiglia - Tunisi | Danielle Casanova, Jean Nicoli |